# Scrancia leucosparsa
Scrancia leucosparsa är en fjärilsart som beskrevs av Sergius G. Kiriakoff 1964. Scrancia leucosparsa ingår i släktet Scrancia och familjen tandspinnare. Inga underarter finns listade.